# سربروپول
سربروپول (به لاتین: Serebropol) یک منطقهٔ مسکونی در روسیه است که در سرزمین آلتای واقع شده‌است.